# 統一会堂
座標: 北緯10度46分37秒 東経106度41分43秒 / 北緯10.77694度 東経106.69528度

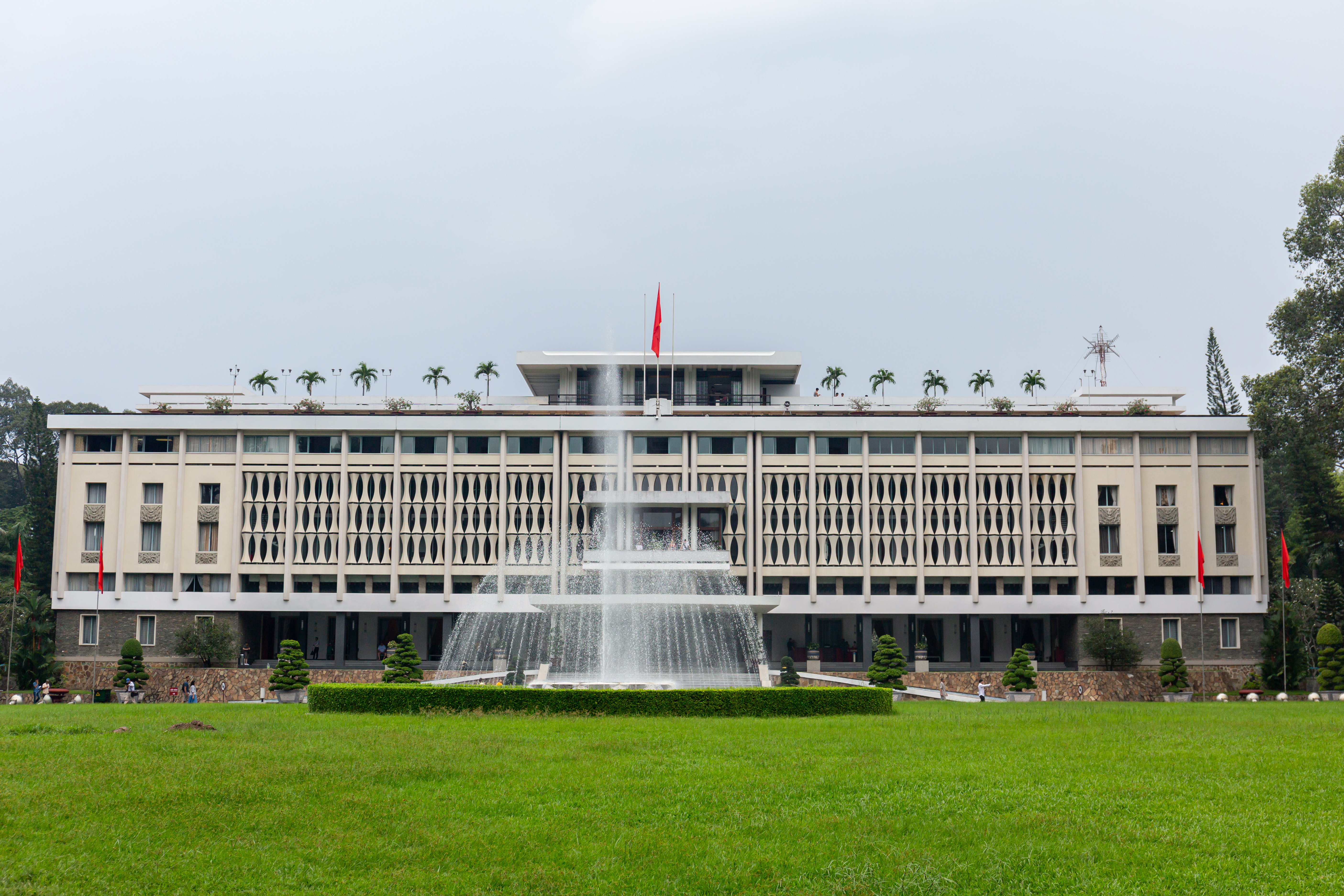
統一会堂

統一会堂（とういつかいどう、ベトナム語：Hội trường Thống Nhất / 會場統一、英語：Reunification Palace）は、ベトナムのホーチミン市にある建物。政情が不安定だった時代に建物の呼び名もたびたび変遷し、1873年から1955年の呼称は「ノロドン宮殿」（ベトナム語: Dinh Norodom）、1955年から1975年の間は「独立宮殿」（ベトナム語：Dinh Độc Lập / 營獨立）、そして現在に至る。

## 概要

### 初代

#### ノロドン宮殿時代

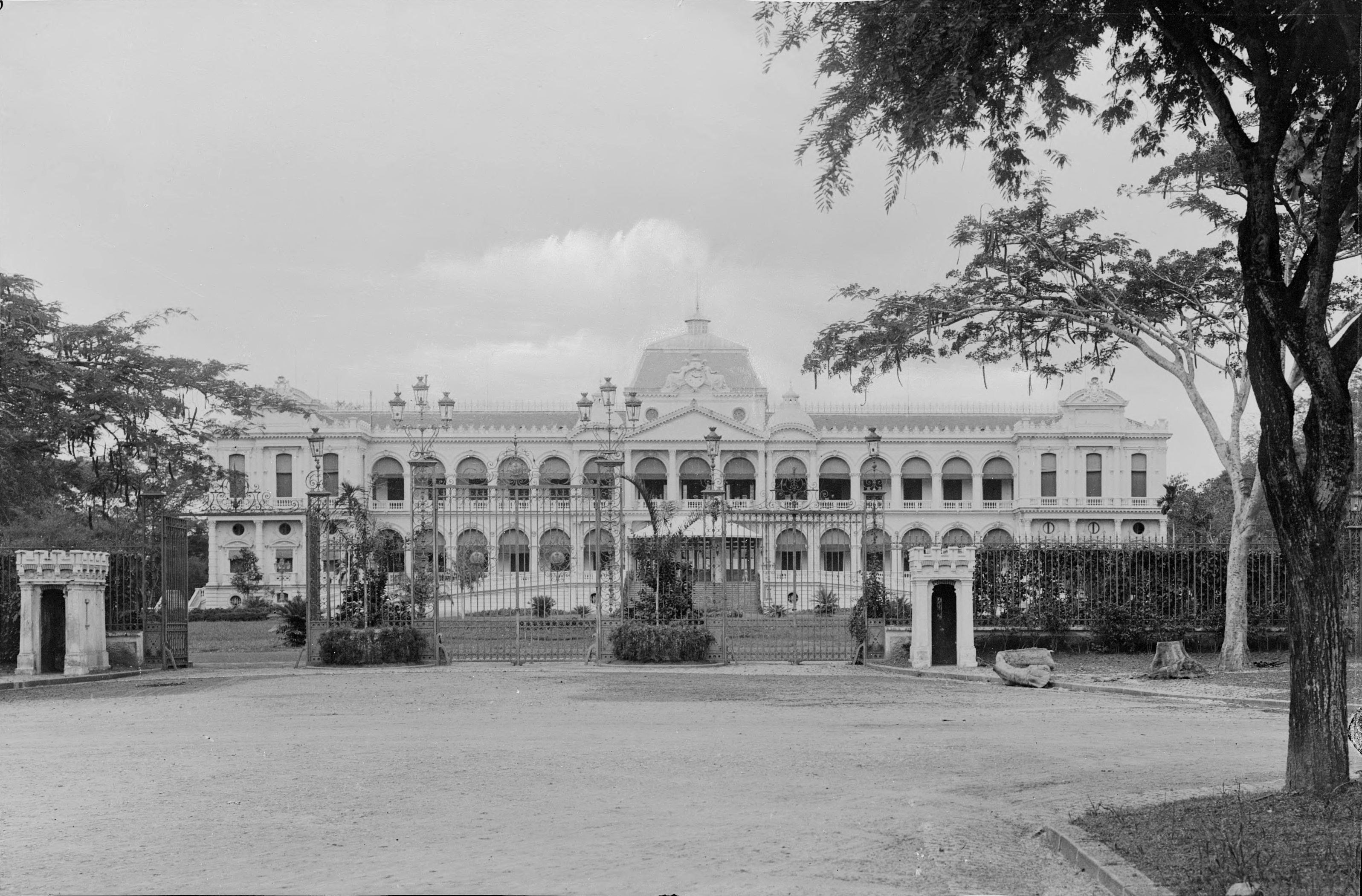
ノロドン宮殿（1896年）

宮殿の建設は、ベトナムを「フランス領インドシナ」として植民地下においていたフランスによって1868年に始められ、1873年に工事が完了した。その後はコーチシナのフランスの知事および、第二次世界大戦が終結した1945年8月（3月9日の明号作戦発動から8月の終戦まで、日本軍により占領された時期を除く）までのコーチシナのフランス総督によって建物は使用された。

#### 独立宮殿時代
1954年のディエンビエンフー陥落後に行われたジュネーヴ協定締結後にフランスが撤収し、1955年にベトナム共和国（南ベトナム）が成立した後には「独立宮殿」と改名された。
しかし、1962年2月8日にゴ・ディン・ジエム政権に対して起こされたクーデターの際に、ベトナム共和国空軍将校が操縦する2機の戦闘機による爆撃を受けて大破した後に取り壊された。

### 二代目

#### 南ベトナム大統領府及び官邸

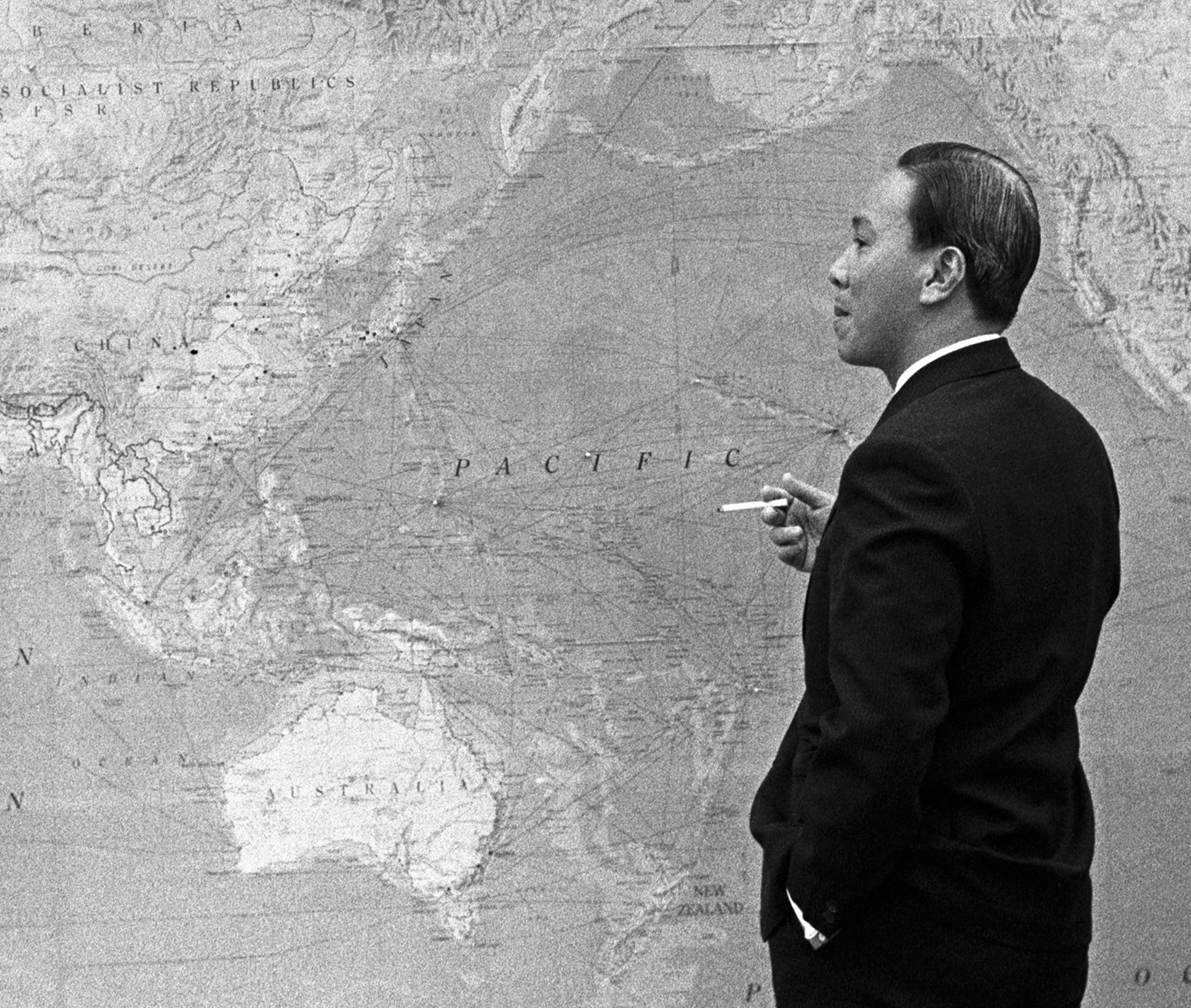
大統領執務室で地図を見るグエン・バン・チュー大統領

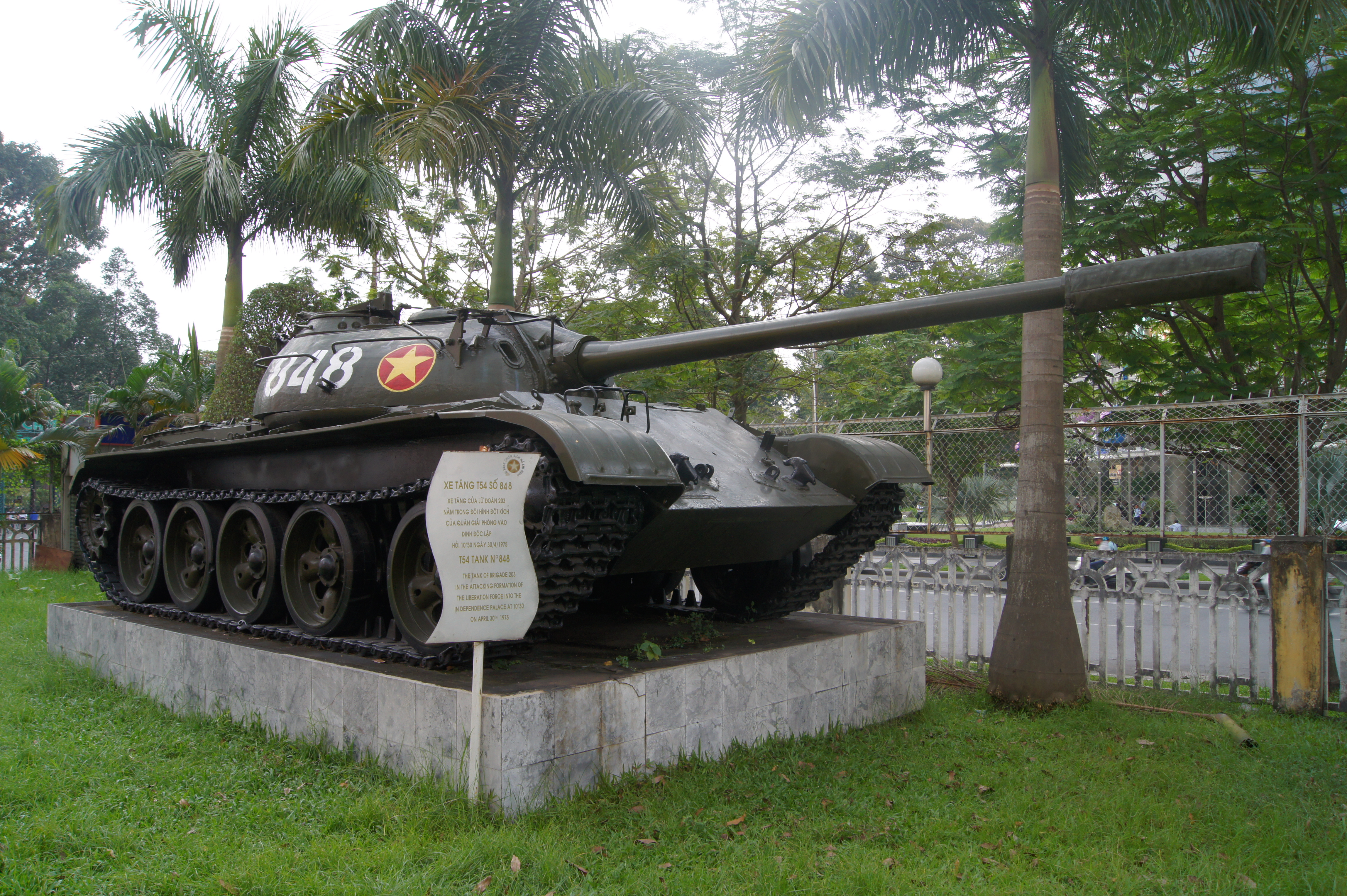
統一会堂に突入したT-54戦車

1966年に、南ベトナムの建築家のゴ・ベト・チューによる現代建築として再建され、ベトナム戦争終結まではベトナム共和国の大統領府及び官邸とされ使用された。最初に使用した大統領（供用当時の肩書は「国家指導評議会議長」。1967年9月3日に正式に大統領に就任した）はグエン・バン・チューで、その後計3代の大統領が使用した。
1975年4月8日には、北ベトナム軍が鹵獲したノースロップF-5戦闘機による爆撃を受けた。同年4月30日のベトナム戦争終結時に、サイゴン市内に突入した北ベトナム軍のT-54戦車が当時は大統領府であったこの建物のフェンスを破り突入、南ベトナムの首都サイゴンは陥落した。その際の映像は「一つの国が消滅する瞬間」として全世界に配信され有名となった。現在でも、その当時のソ連製の戦車が敷地内で展示されている。

#### 過去に使用した大統領
- グエン・バン・チュー（完成時-1975年4月21日）
- チャン・バン・フォン（1975年4月21日-4月28日）
- ズオン・バン・ミン（1975年4月28日-4月30日）

#### 現在
1976年に、共産主義の統一国家であるベトナム社会主義共和国が成立した後に「統一会堂」と改名された。現在は南ベトナム大統領府当時のままで保存され、事実上の博物館として有料で一般公開されているほか、建物内の一部の部屋は国際会議などで使用される。また、敷地内のテニスコートやゲストハウスなども使用されている。

## 内部

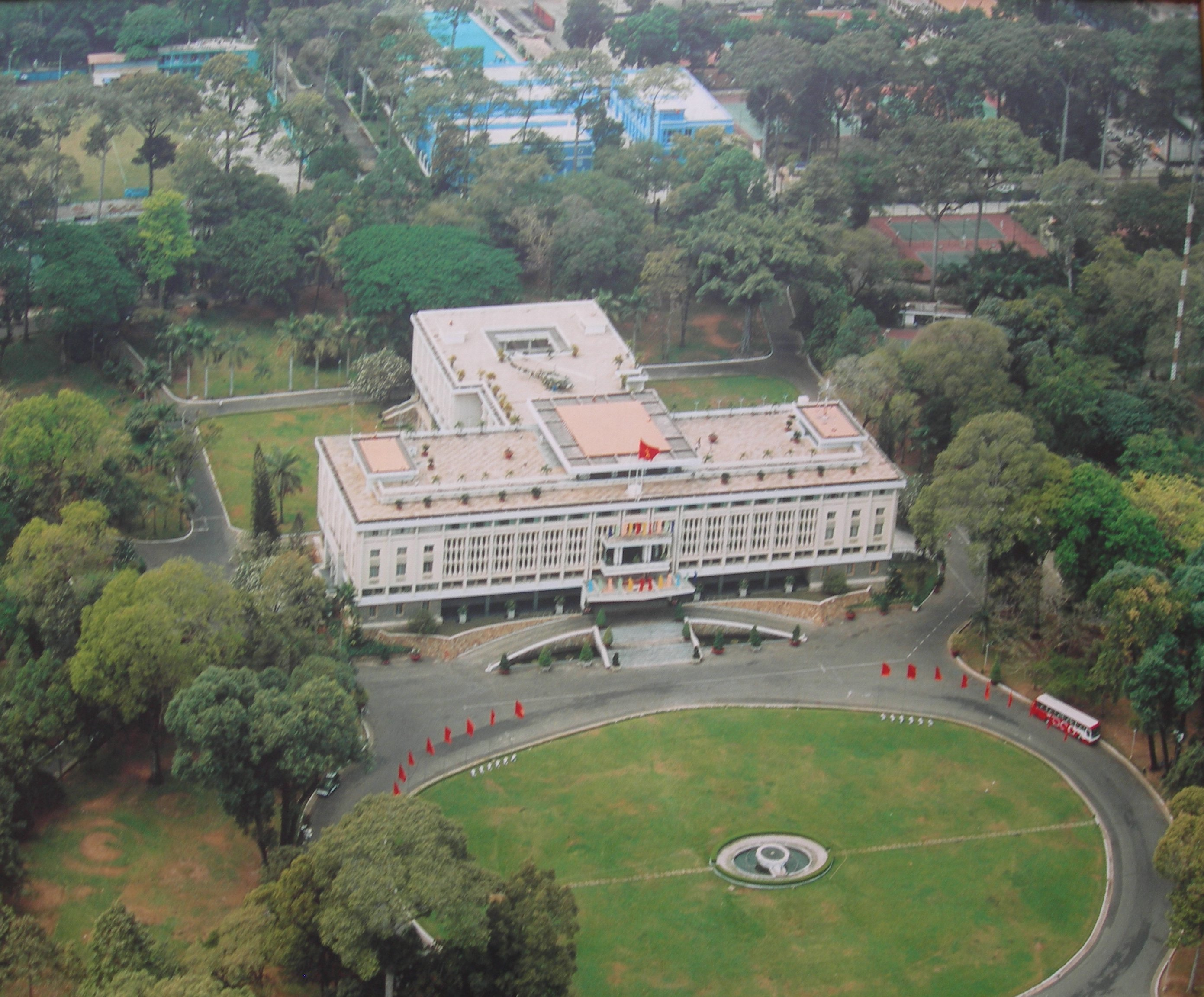
全景

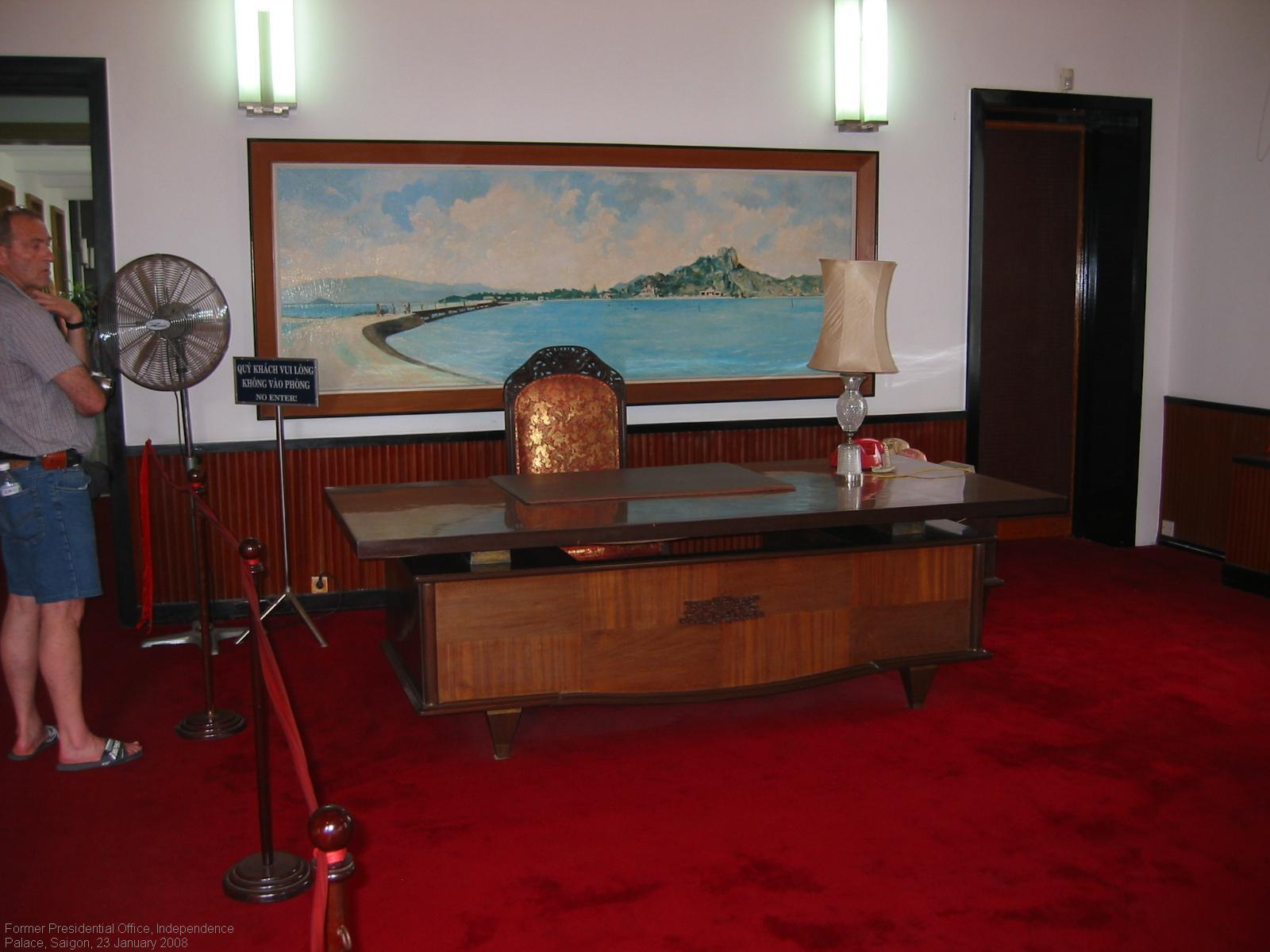
大統領執務室

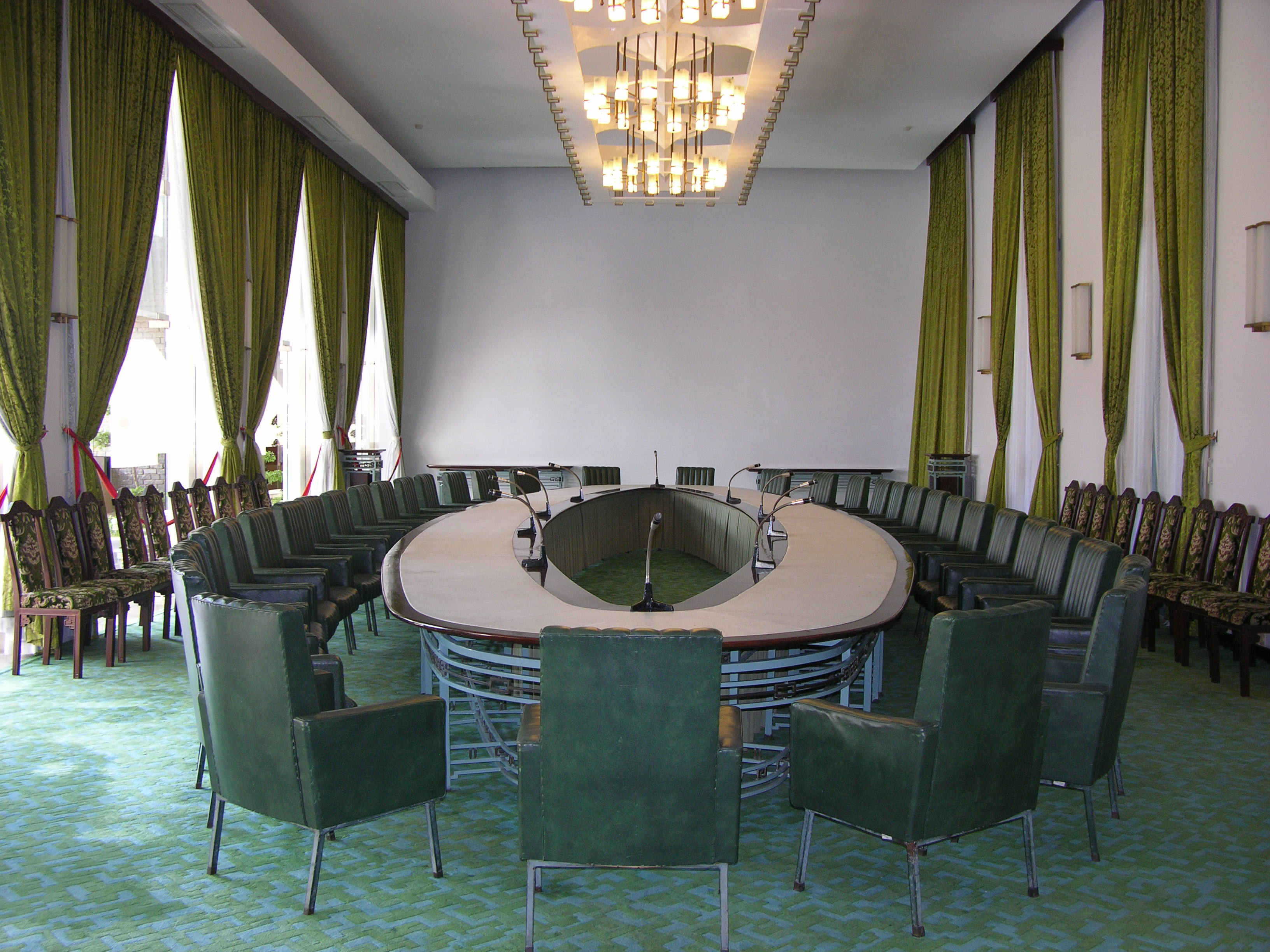
内閣会議室

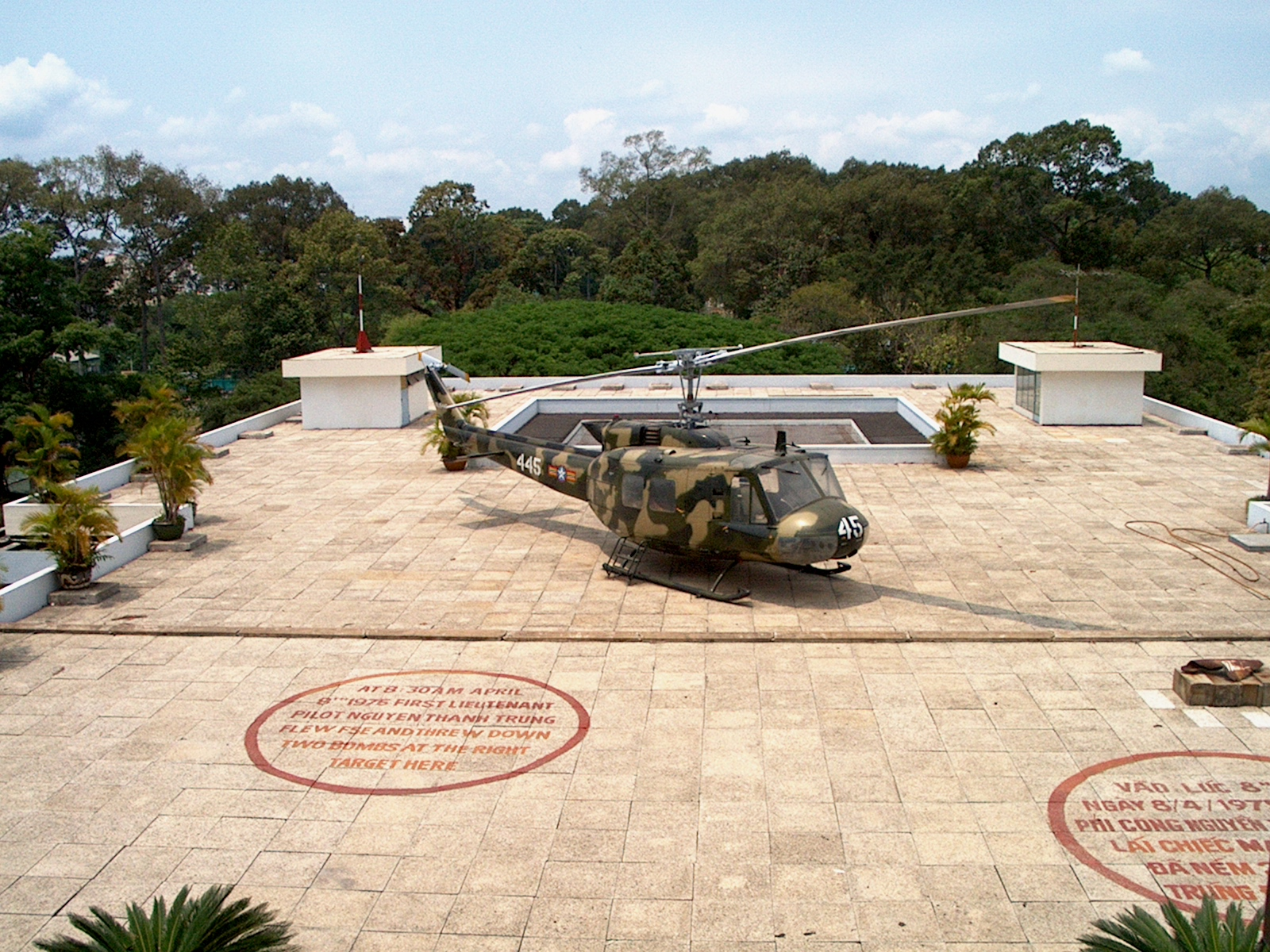
ヘリポート

1975年4月30日時点。現在もほぼそのままで保存されている。

### 地上階
- キッチン
- ギャラリー

### 1階
- 講堂
- 内閣会議室
- バンケットルーム

### 2階
- 大統領執務室
- 大統領作戦室
- 大統領応接室
- 副大統領応接室
- 国書提出室
- 大統領官邸
  - 大統領寝室
  - 食堂
  - 中庭

### 3階
- 大統領夫人応接室
- 図書室
- 映写室
- ゲーム室
- ヘリポート

### 4階
- ダンスルーム
- バー

### 地下階
- 作戦司令室（緊急用）
- 大統領寝室（緊急用）
- 士官室

地下は通常爆弾による空爆に耐えられるような構造となっており、建物外に脱出するトンネルもあると言われている。

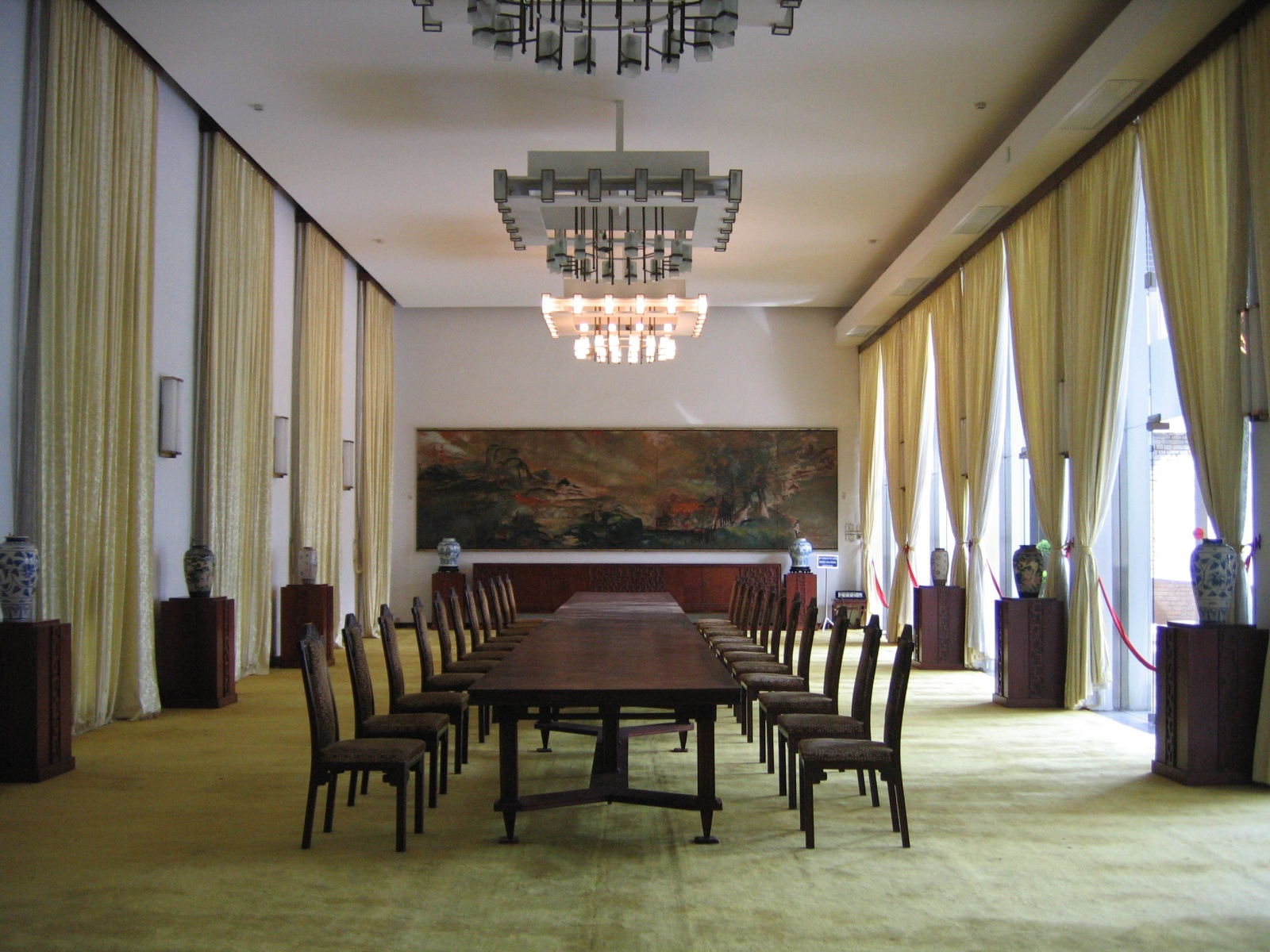
バンケットルーム
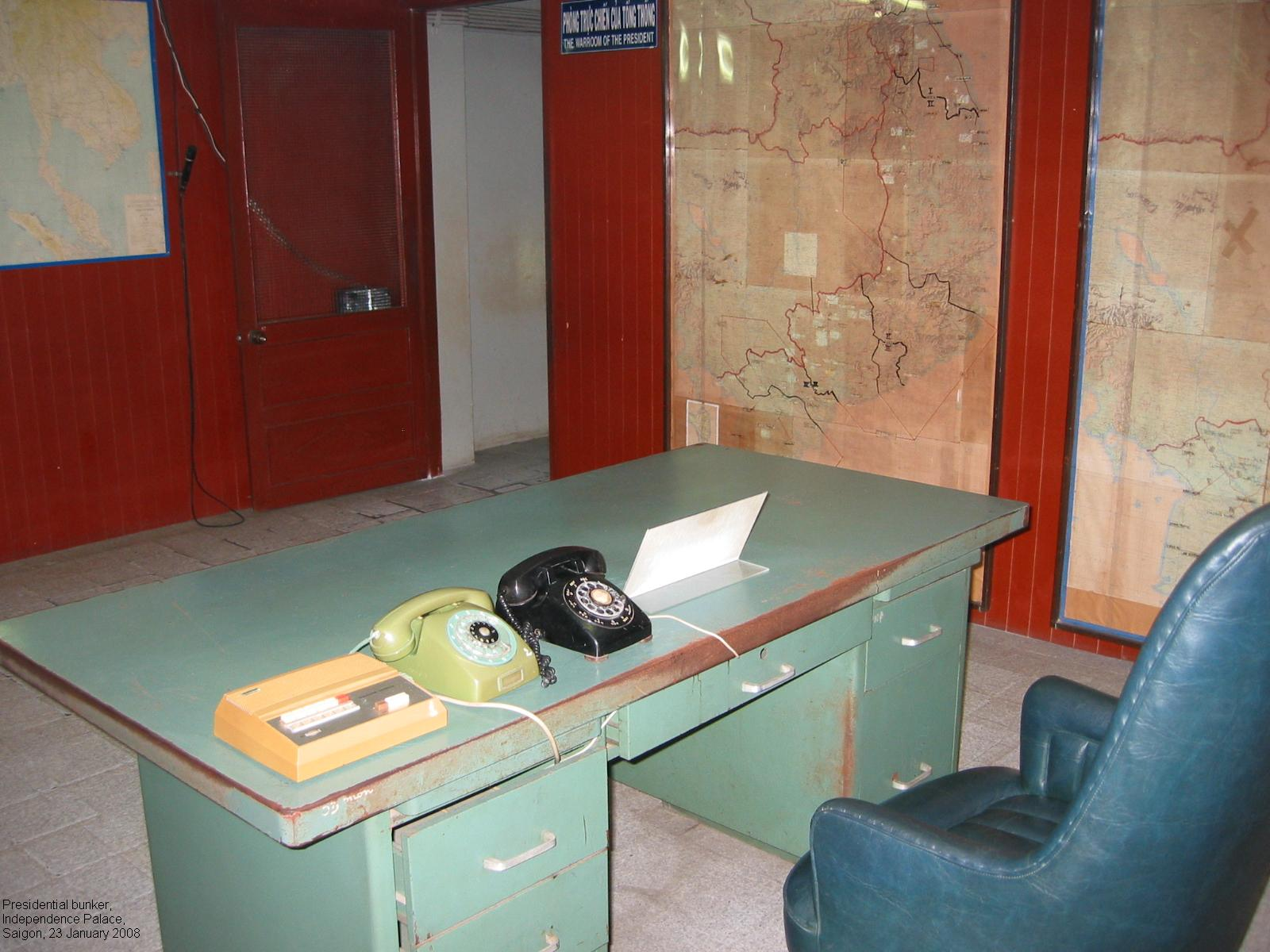
地下の作戦司令室
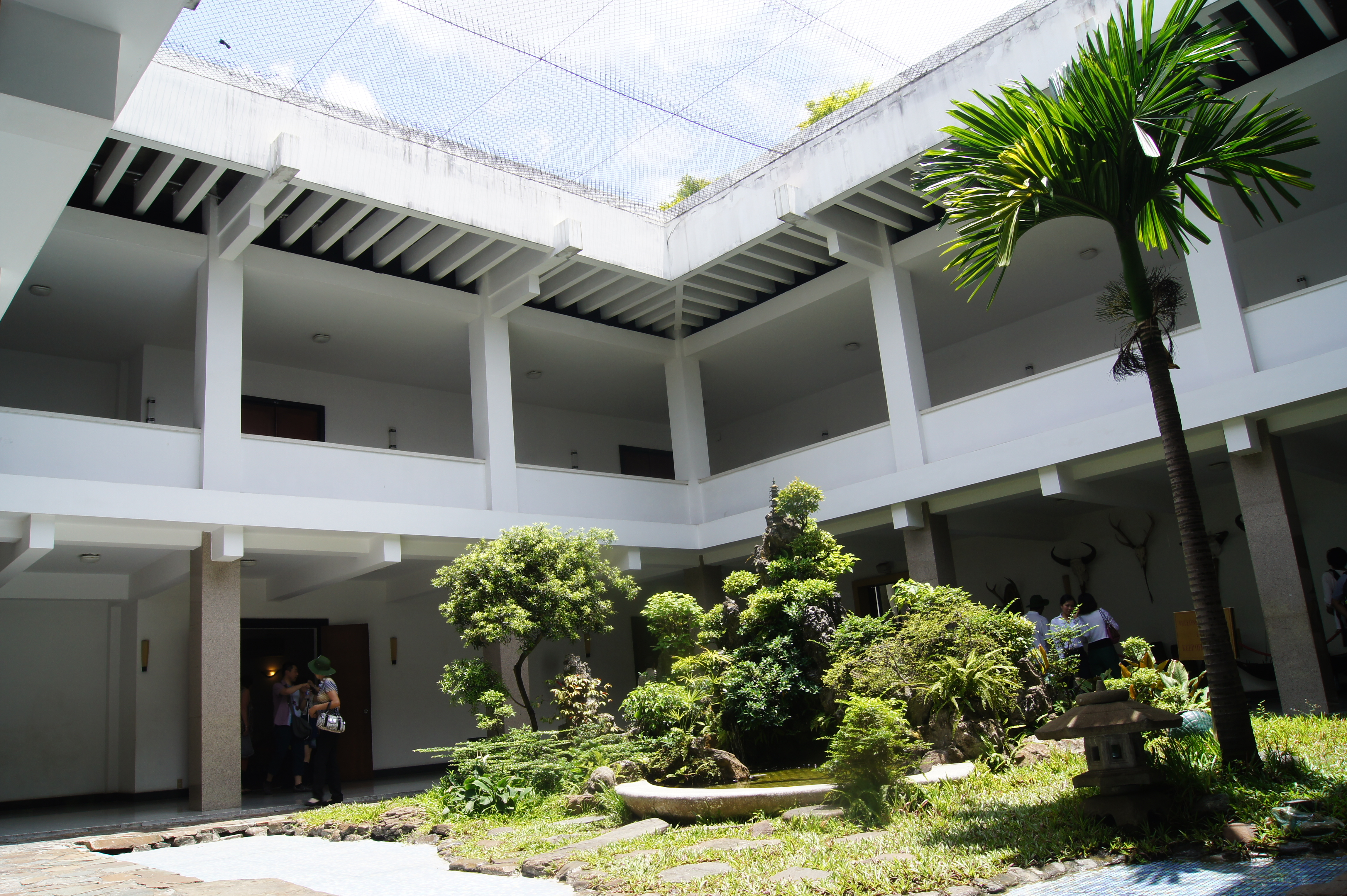
中庭
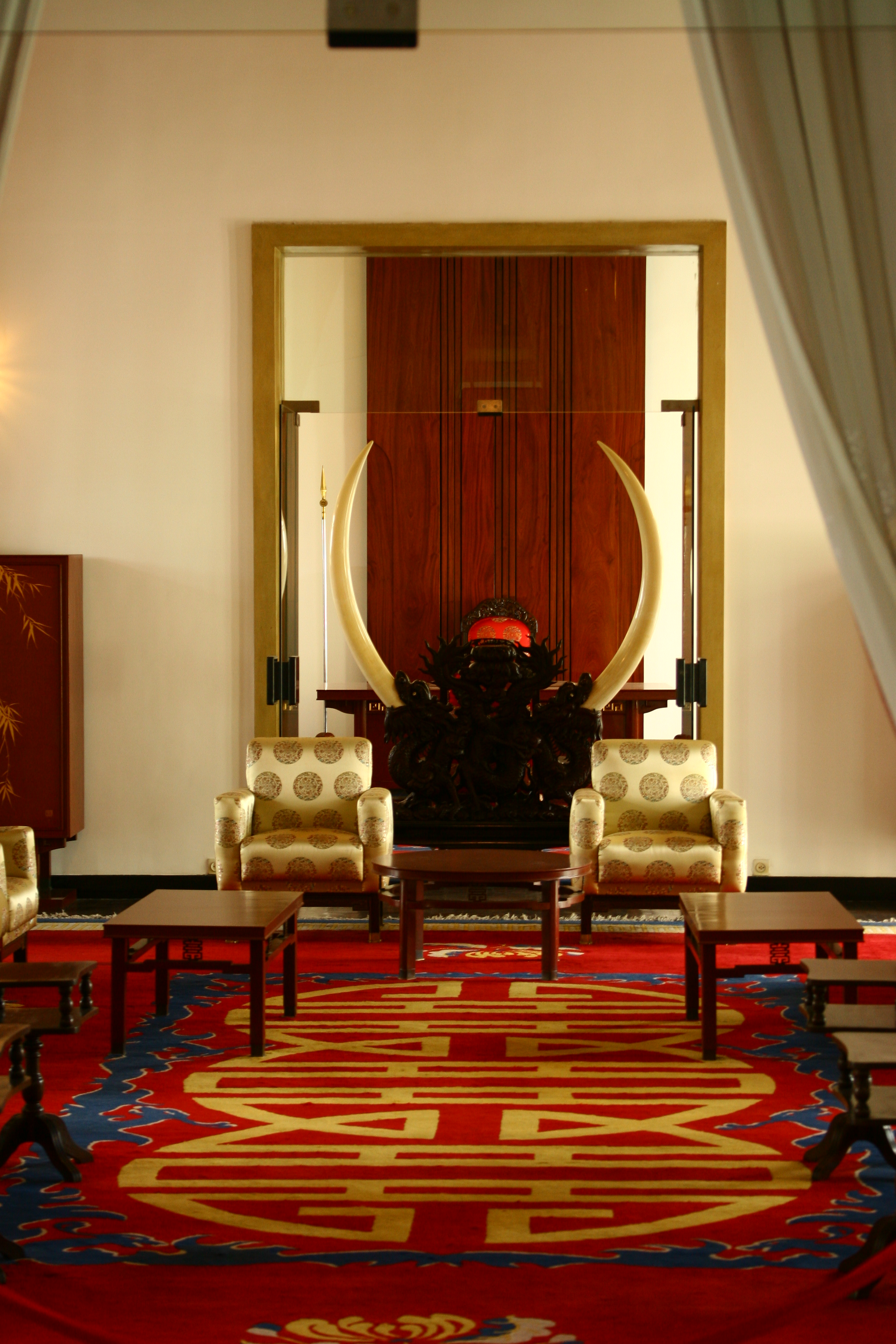
大統領応接室
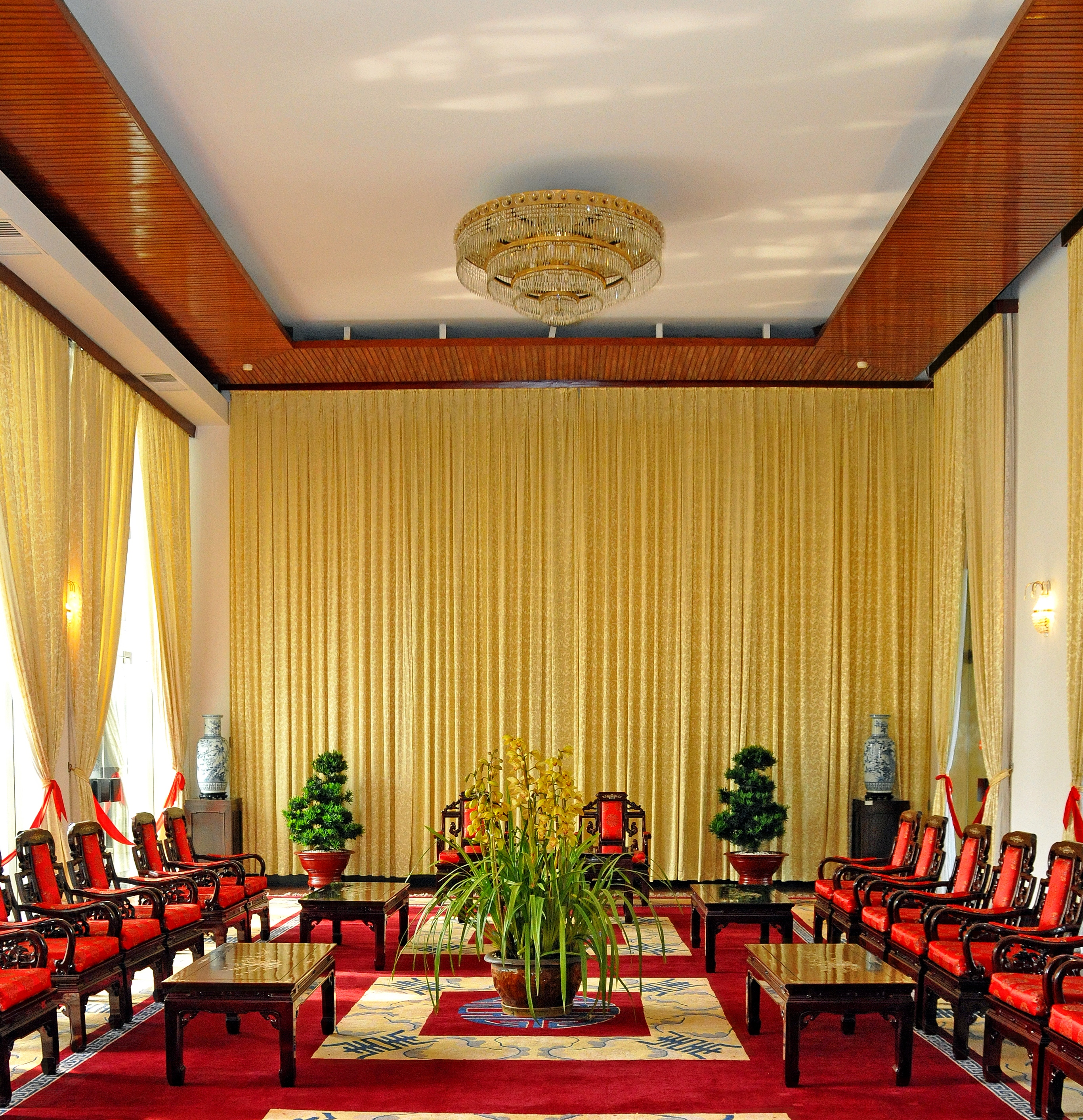
副大統領応接室